# スカイウォーカー (奥田民生の曲)
「スカイウォーカー」は、2004年6月30日に発売された奥田民生の17枚目のシングル。

## 解説
「サウンド・オブ・ミュージック」から2か月後に発売された。
「サウンド・オブ・ミュージック」同様、CCCD対策としてDVD Music盤も発売された。フォーマット別にジャケットにはそれぞれ「cccd」、「analogue」、「dvd」の文字が記載されている。後にレコード会社のCCCD廃止に伴い、CD-DA版に差し替えられた。これに伴い、ジャケットの「cccd」という文字は「cd」に変更された。
2008年、漫画家のいくえみ綾が本作ほか奥田の楽曲をモチーフとした短編作品集『スカイウォーカー』を刊行している。

## 収録曲
1. スカイウォーカー (3:46)
  - （作詞・作曲・編曲：奥田民生）
2. 唇をかみしめて (4:11)
  - （作詞・作曲：吉田拓郎 編曲：奥田民生）
  - 吉田拓郎のカバー。

## 収録アルバム
- LION (#1)
- 記念ライダー2号〜オクダタミオシングルコレクション〜 (#1)
- BETTER SONGS OF THE YEARS (#2)